# Jablunkovská
Jablunkovská je jedna z nejvýznamnějších ulic v Třinci. Na jedné straně ulice navazuje na ulici 1. máje, na druhé straně se napojuje na přilehlou silnici.

## Historický vývoj
V letech 1948 až 1989 nesla ulice jméno 4. československého prezidenta Klementa Gottwalda, název Jablunkovská nese ulice od roku 1990.

## Popis
Ulice Jablunkovská měří okolo 1800 metrů, přibližně v její polovině jí protíná náměstí T. G. Masaryka, jenž ji dělí na dvě poloviny. Vedle silnice se na ulici nachází také cesta pro pěší a cyklisty tzv. „Stará cesta“.

### Východní strana
- SŠ, ZŠ a MŠ, Třinec, Jablunkovská 241, příspěvková organizace
- Mateřská škola Janáčkova
- Sbor Církve bratrské v Třinci-Lyžbice
- Zahradnictví Kvítko, Třinec

Na kraji východní části ulice se nachází cyklověž, což je místo na odložení jízdních kol.

### Západní strana
- Penny Market
- Eco burger Fast food
- Čajovna „V Pohodě“

V místě, kde se Jablunkovská napojuje na ulici 1. máje, se nachází Magistrát města Třinec.

## Výbuch v roce 1984
V roce 1984 v ulici vybuchl z důvodu úniku plynu panelový dům (12 bytů), nehodu nakonec nepřežilo 15 lidí, výbuch byl tak silný, že následná tlaková vlna roztříštila výlohy v nedalekých obchodech. V místě výbuchu byl později postaven nový panelový dům.